# Sinjongszan állomás
Sinjongszan (Sinyongsan) állomás a szöuli metró 4-es vonalának állomása, mely Szöul Jongszan-ku (Yongsan-gu) kerületében található. Az állomástól néhány perces sétára van a Jongszan (Yongsan) állomás az 1-es metróvonalon, mely egyben KTX-csomópont is.

## Viszonylatok
| 4-es vonal                                      | 4-es vonal                | 4-es vonal                                 |
| ----------------------------------------------- | ------------------------- | ------------------------------------------ |
| Szamgakcsi (Samgakji) Tanggoge (Danggogae) felé | személy- és expresszvonat | Icshon (Ichon) Anszan (Ansan) és Oido felé |